# Dolichopeza (Nesopeza) neoballator
Dolichopeza (Nesopeza) neoballator is een tweevleugelige uit de familie langpootmuggen (Tipulidae). De soort komt voor in het Oriëntaals gebied.